# Seiko Astron

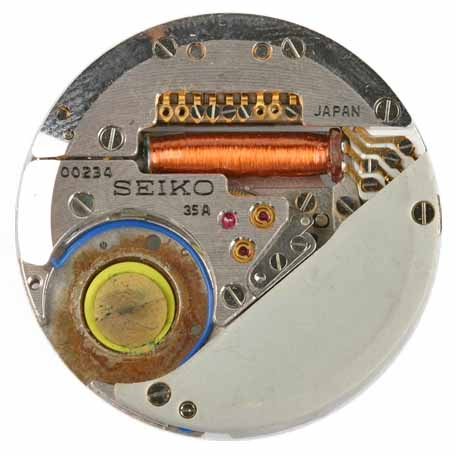
Movimiento de cuarzo del Seiko Astron de 1969 (Museo de Relojería Alemán)

El Seiko Quartz-Astron 35SQ fue el primer reloj de pulsera con mecanismo de cuarzo del mundo. Figura en la lista de Hitos de la IEEE como un avance clave de la ingeniería eléctrica.

## Historia
El Astron se presentó en Tokio el 25 de diciembre de 1969, después de diez años de investigación y desarrollo en Suwa Seikosha (compañía que posteriormente sería conocida como Epson), una empresa de fabricación del Grupo Seiko. En una semana se habían vendido 100 relojes de oro, a un precio de venta al público cada uno de 450.000 yenes (el equivalente a 1.250 dólares). En aquel momento, este importe era equivalente al precio de un automóvil de tamaño mediano. Los elementos esenciales del movimiento del reloj incluían un oscilador de cuarzo de tipo XY con una frecuencia de 8192 Hz (8192 = 213), un circuito integrado híbrido y un motor paso a paso ultrapequeño bloqueado en fase para hacer girar sus manecillas. Según Seiko, el Astron tenía una precisión de ±5 segundos al mes o un minuto al año, y la duración de su batería era de 1 año o más.
La publicidad con la que se lanzó el reloj tenía como lema la frase «Algún día, todos los relojes se fabricarán así».

## Aniversarios
En marzo de 2010, en la feria de relojes y exposición comercial Baselworld celebrada en Suiza, Seiko presentó una versión nueva de edición limitada del reloj y diseños relacionados con el modelo Astron original, conmemorando el cuadragésimo aniversario en diciembre de 2009 del lanzamiento del reloj Astron.

## Segunda generación
Seiko volvió a utilizar la marca registrada "Astron" cuando en el año 2012 lanzó un reloj de pulsera alimentado con energía solar y sincronizado mediante ondas de radio satelitales GPS.

### Modelo del 50° aniversario
En 2019, Seiko lanzó varios modelos Astron de edición limitada para conmemorar el 50° aniversario del modelo original. Entre ellos, figura el modelo producido en una edición limitada de 50 piezas (a un precio de 3,8 millones de yenes), que imita el diseño de la caja original y tiene un patrón de grabado similar realizado por artesanos pertenecientes al "Micro Artist Workshop" de Epson.

## Lecturas relacionadas
- "Seiko Quartz 35 SQ: The Seiko 35 SQ Astron was the first quartz watch on the market", Instituto Smithsoniano website.
- Thompson, Joe, "1969: Seiko’s Breakout Year", WatchTime Magazine, December 20, 2009